# South Sioux City
South Sioux City est une ville située dans le comté de Dakota, dans l’État du Nebraska, aux États-Unis. Elle comptait 13 353 habitants lors du recensement de 2010.

## Source
- (en) Cet article est partiellement ou en totalité issu de l’article de Wikipédia en anglais intitulé « South Sioux City, Nebraska » (voir la liste des auteurs).